# Georg Gröne
Georg Heinrich Gröne (* 11. März 1864 in Dresden; † 4. Oktober 1935 in Saalhausen) war ein deutscher Bildhauer.

## Biographie

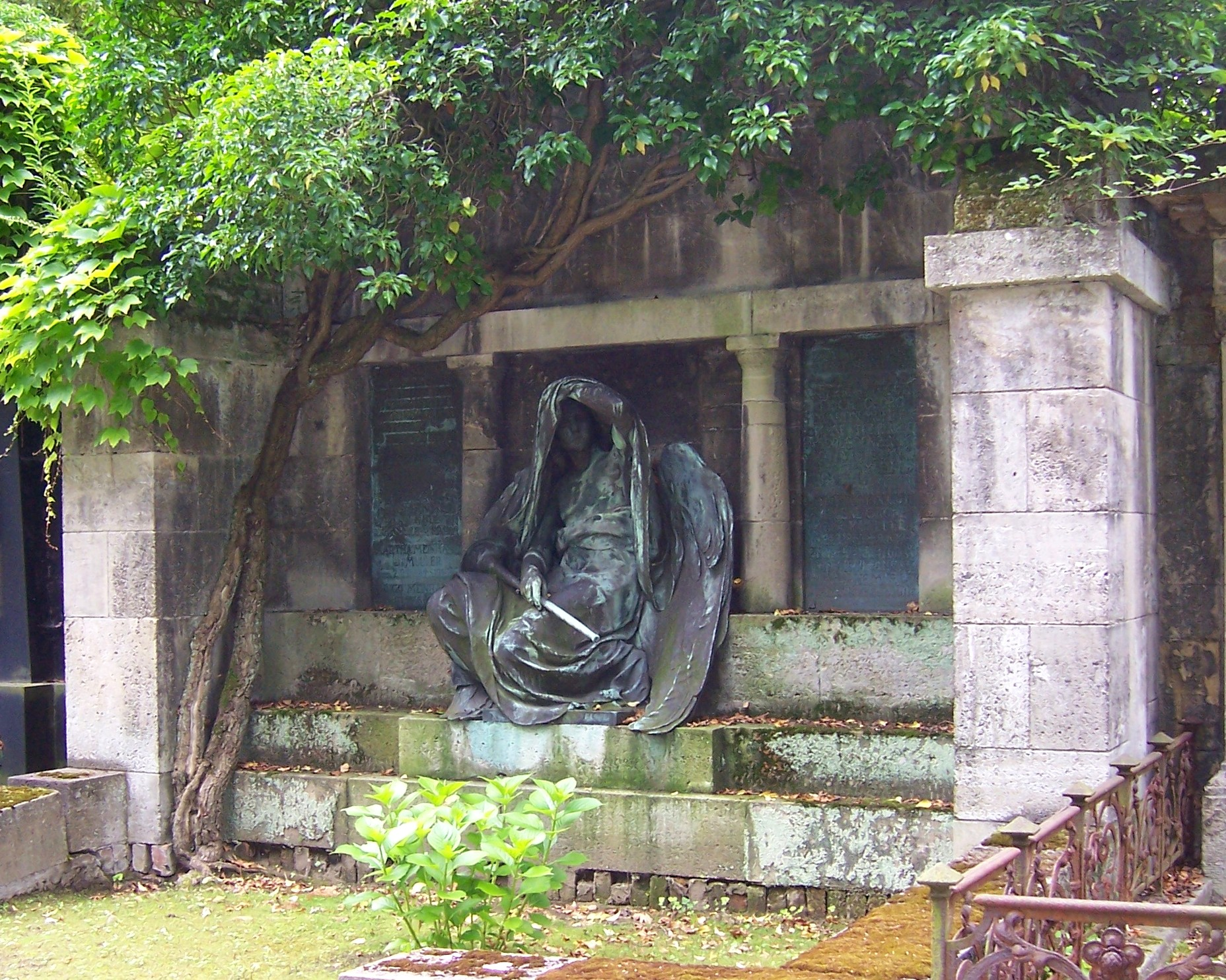
Grab Georg Grönes auf dem Johannisfriedhof in Dresden

Er begann seine Ausbildung ab 1878 mit Studien beim Bildhauer Oskar Rassau in Dresden. Von 1878 bis 1885 folgte ein Studium an der Königlichen Akademie der bildenden Künste Dresden, zuletzt als Meisterschüler bei Ernst Julius Hähnel. Dessen neo-klassizistische Formensprache benutzte er sehr oft in seinen Werken. Danach war er von 1887 bis 1889 Schüler von Johann Rößner in Nürnberg. Ab 1889 lebte er ständig in Dresden.
Er gehörte zum Dresdner Künstlerkreis und mit den Malern (u. a. der Goppelner Schule) Max Pietschmann, Georg Jahn, Georg Müller-Breslau, R. Besig, von Hugo, Otto Tischer, Anton Pepino, Hermann Prell, den Bildhauern Martin Engelke, Peter Pöppelmann, P. Fabricius, Bruno Fischer und den Architekten Kurt Diestel, Julius Graebner und Martin Pietzsch zu den Künstlern, die von 1894 bis 1898 in Dresden-Loschwitz im Lokal Mutter Unger’s Weinstuben ihren Stammtisch hatten. Gröne starb 1935 in Dresden und wurde am 15. Oktober 1935 auf dem Johannisfriedhof in Dresden beerdigt (Grablage 4. Bogen, Grab 61). Das Kunstwerk des Grabmals, ein lebensgroßer Engel mit Posaune, hatte Gröne selbst 1905 geschaffen.

## Werke

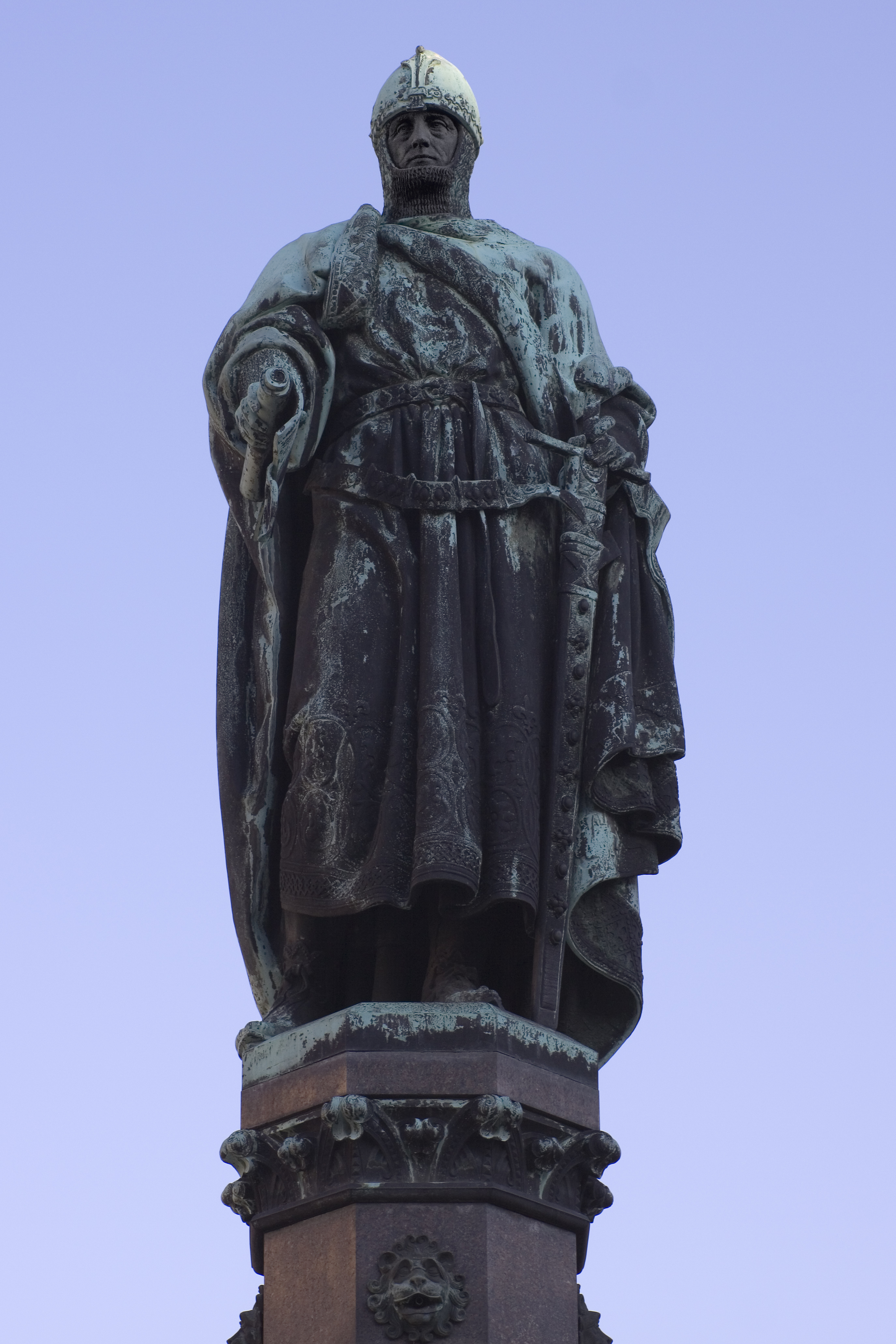
Grönes Figur von Markgraf Otto der Reiche auf dem Obermarktbrunnen in Freiberg

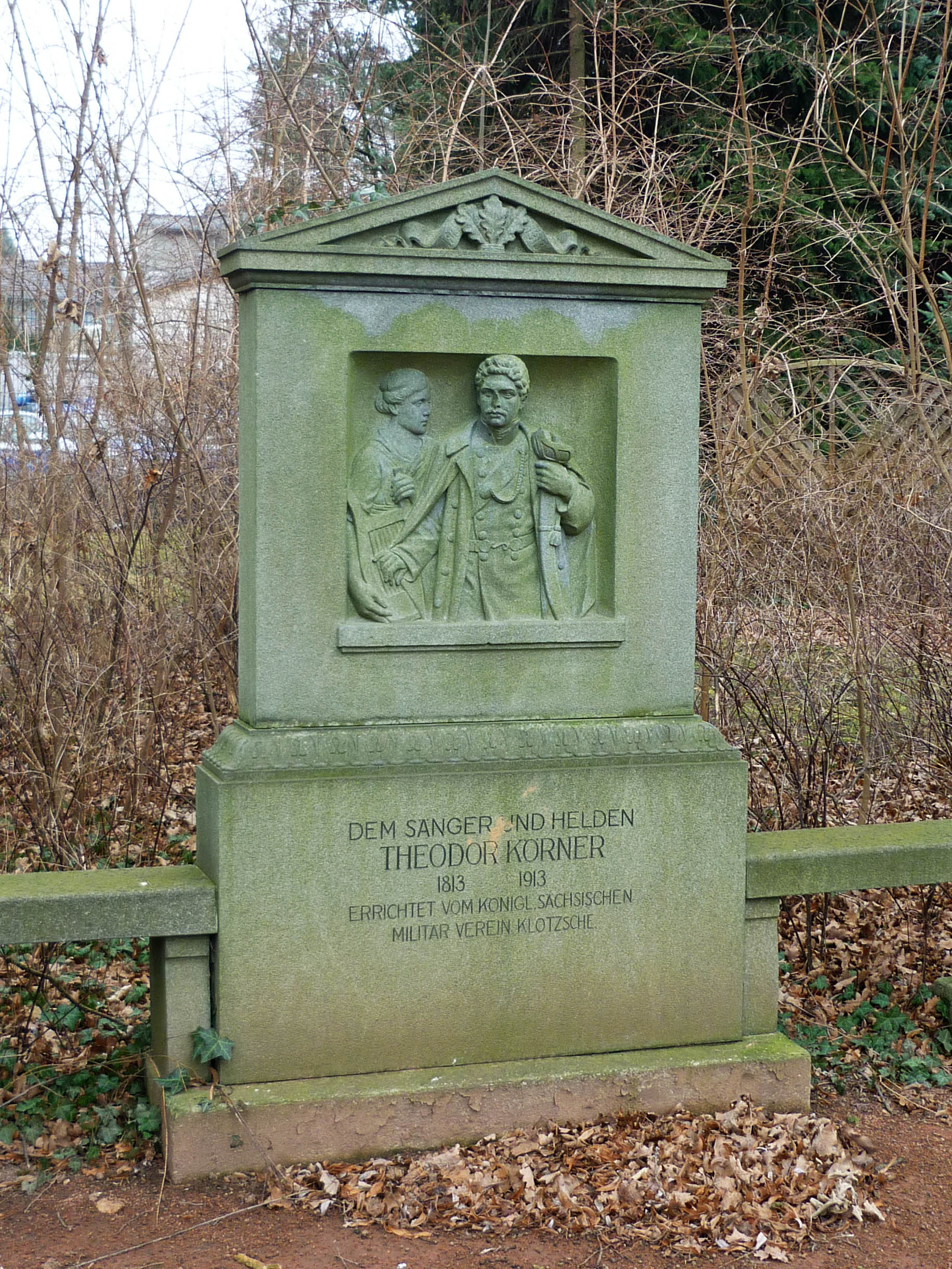
Gedenkstein für Theodor Körner in Dresden-Klotzsche

- 1885: Große silberne Medaille der Akademie für die Figuren „Der Fischer“ (Basisrelief), „Kain“ und „Vulkan schmiedet dem Amor Pfeile“
- 1891: Kanzelrelief mit Kreuztragung (Marmor) in der Martin-Luther-Kirche Dresden
- 1895: Teil der Kreuzigungsgruppe mit anbetendem Hüttenarbeiter und Bergmann in der Kirche zu Cainsdorf. Um diese Figuren kam es mit der dogmatischen Geistlichkeit nach der Einweihung zum Cainsdorfer Kirchenstreit, denn der gefiel weder das Werk noch die Auslegung des Pfarrers. Erst als sich die Zwickauer Bergleute zu Darstellung, Bildhauer und Pfarrer bekannten, wurden diese Figuren akzeptiert.

„… Arbeiter rechts und Arbeiter links und der gekreuzigte Arbeiter mitten innen. …“

- 1896: Ganzfigur von Markgraf Otto der Reiche am Marktbrunnen auf dem Obermarkt in Freiberg, eingeweiht am 6. Juli 1897.
- um 1900: Altarfiguren der Kirche St. Martin in Großmilkau, den ein Bauernpaar segnenden Christus zeigend; die Figuren sind aus Lindenholz
- 1903: Bronzestatue „Reue“
- 1906: Ensemble „Sonnenbad“ ebenfalls in Bronze
- 1913–1914 Grabmal für Familie Köhler auf dem Johannisfriedhof Dresden-Tolkewitz aus Diorit und Sandstein mit Relief „Christus mit Mädchen“[5]
- 1916 Gedenkstein für Theodor Körner mit Inschrift, Relief und giebelförmiger Bedachung in Dresden-Klotzsche, Parkanlage Kieler Straße 47
- Teile des Altars der Lukaskirche in Dresden
- Portalfiguren der Kirche in Wilsdruff und 1905 das Sandsteinrelief am Altar der Kirche in Jahnsbach im Erzgebirge.